# Видање
Видање (алб. Videjë) је насељено место у општини Клина, на Косову и Метохији. Према попису становништва из 2011. у насељу је живело 663 становника.

## Географија
Налази се на два километра од језгра града. Село је смештено у подножју брда које се уздиже у средишњем делу Метохије. Сеоски атар је ограничен Белим Дримом. Село је подељено на два засеока Пољце и Паскалицу. Становништво се углавном бави пољопривредом, узгајањем пшенице, јечма и оваса. Плодна поља имају изграђен читав ириграциони систем како би усеви били што квалитетнији а жетва што богатија.

## Историја
У сеоском пољу налазе се остаци старе православне цркве, порушене у време Шипније (период окупације Метохије од стране Италије.

## Образовање
У селу постоји и школа на српском језику која функционише по плану Републике Србије. Школу је основала учитељица Миланка Шарковић са четворо сеоске деце. Сада у школи има 16 ђака а у селу око 20 младих.
Срби сада живе у тешким условима окружени жицама и без слободе кретања.

## Становништво
У селу је најстарија породица Вучиновић док је најбројнија Шарковић. Пре рата 1999. у селу је живео велики број Срба све до 17. јуна када су српске породице протеране а село спаљено и порушено. Године 2004. у селу су обновљене прве српске куће. Повратак је био спор али захваљујући Влади Републике Србије и Данског савета у селу има око 60 српских, и 10 албанских (католичких) кућа. Према попису из 2011. године, Видање има следећи етнички састав становништва:
| Националност | 2011.         |
| Албанци      | 547 (82,504%) |
| Египћани     | 97 (14,631%)  |
| Ашкалије     | 15 (2,262%)   |
| Срби         | 4 (0,603%)    |
| Укупно       | 663           |

| Демографија | Демографија | Демографија |
| Година      | Становника  | Становника  |
| ----------- | ----------- | ----------- |
| 1948.       | 758         |             |
| 1953.       | 653         |             |
| 1961.       | 788         |             |
| 1971.       | 788         |             |
| 1981.       | 914         |             |
| 1991.       | 932         |             |
| 2011.       | 663         |             |